# EHF Challenge Cup 2007/08
Am EHF Challenge Cup 2007/08 nahmen 38 Handball-Vereinsmannschaften teil, die sich in der vorangegangenen Saison in ihren Heimatländern für den Wettbewerb qualifiziert hatten. Es war die 8. Austragung des Challenge Cups. Die Pokalspiele begannen am 28. September 2007, das zweite Finalspiel fand am 11. Mai 2008 statt. Im Finale konnte sich der Titelverteidiger UCM Sport Reșița aus Rumänien gegen den österreichischen Vertreter HC Hard durchsetzen.

## Modus
Der Wettbewerb startete in Runde 2 mit 3 Gruppen mit 4 Mannschaften in der jeder gegen jeden in einfacher Runde spielte. Die beiden Gruppenersten zogen in Runde 3 ein, in der weitere, höher eingestufte, Mannschaften einstiegen. Ab dieser Runde, inklusive des Finales, wurden im K.-o.-System mit Hin- und Rückspiel gespielt. Der Gewinner des Finales war EHF Challenge Cup Sieger der Saison 2007/08.

## Runde 2
Alle Gruppenspiele fanden vom 28. September 2007 bis 30. September 2007 statt. Gruppe A spielte in Minsk, Belarus, Gruppe B in Šabac, Serbien und Gruppe C in Thessaloniki, Griechenland.

### Gruppe A
| Pl. | Mannschaft              | Sp. | S | U | N | Tore     | Diff. | Punkte |
| --- | ----------------------- | --- | - | - | - | -------- | ----- | ------ |
| 1.  | Arkatron Minsk          | 3   | 3 | 0 | 0 | 0117:710 | +46   | 6      |
| 2.  | Ankara İl Özel İdare SK | 3   | 2 | 0 | 1 | 0113:660 | +47   | 4      |
| 3.  | St. Patrick’s College   | 3   | 1 | 0 | 2 | 063:1150 | −52   | 2      |
| 4.  | Oxford University HC    | 3   | 0 | 0 | 3 | 057:980  | −41   | 0      |

### Gruppe B
| Pl. | Mannschaft                  | Sp. | S | U | N | Tore    | Diff. | Punkte |
| --- | --------------------------- | --- | - | - | - | ------- | ----- | ------ |
| 1.  | Metaloplastika Šabac        | 3   | 3 | 0 | 0 | 099:650 | +34   | 6      |
| 2.  | TJ Štart Nové Zámky         | 3   | 2 | 0 | 1 | 088:720 | +16   | 4      |
| 3.  | HRK Izviđač Ljubuški        | 3   | 1 | 0 | 2 | 082:800 | +2    | 2      |
| 4.  | University of Manchester HC | 3   | 0 | 0 | 3 | 047:990 | −52   | 0      |

### Gruppe C
| Pl. | Mannschaft            | Sp. | S | U | N | Tore     | Diff. | Punkte |
| --- | --------------------- | --- | - | - | - | -------- | ----- | ------ |
| 1.  | RK Kolubara Lazarevac | 3   | 2 | 1 | 0 | 091:790  | +12   | 5      |
| 2.  | Burewestnik Luhansk   | 3   | 2 | 1 | 0 | 093:820  | +11   | 5      |
| 3.  | PAOK Thessaloniki     | 3   | 1 | 0 | 2 | 088:840  | +4    | 2      |
| 4.  | London GD HC          | 3   | 0 | 0 | 3 | 074:1010 | −27   | 0      |

## Runde 3
Die Hin- und Rückspiele fanden zwischen dem 17. November 2007 und 25. November 2007 statt.
|                         | Gesamt  |                            | Hinspiel | Rückspiel |
| ----------------------- | ------- | -------------------------- | -------- | --------- |
| RK Moslavina Kutina     | 76:59   | RK Prespa Resen            | 45:27    | 31:32     |
| B.B. Ankara Spor        | 49:49 * | Burewestnik Luhansk        | 30:25    | 19:24     |
| Mornar Bar              | 46:53   | Arkatron Minsk             | 28:27    | 18:26     |
| LIF Lindesberg          | 63:74   | UCM Sport Reșița           | 34:35    | 29:39     |
| RK Mojkovac             | 48:90   | Sporting Lissabon          | 22:46    | 26:44     |
| Ankara İl Özel İdare SK | 44:65   | Fram Reykjavík             | 24:29    | 20:36     |
| HC Granitas Kaunas      | 58:46   | HC Eynatten                | 31:18    | 27:28     |
| Wacker Thun             | 51:54   | CSU Poli Timișoara         | 27:26    | 24:28     |
| HBC Schifflange         | 43:63   | Schachtar Akademiya Donezk | 23:27    | 20:36     |
| HC Hard                 | 62:55   | Academica da Maia          | 35:27    | 27:28     |
| Junior Fasano           | 43:55   | KH Prishtina               | 26:27    | 17:28     |
| HC Kehra Tallinn        | 57:59   | GAS Kilkis                 | 32:28    | 25:31     |
| SPR Chrobry Glogów      | 58:51   | TJ Štart Nové Zámky        | 28:24    | 30:27     |
| RK Kolubara Lazarevac   | 56:60   | RK Sloga Doboj             | 31:28    | 25:32     |
| RK Čakovec              | 66:55   | Metaloplastika Šabac       | 35:25    | 31:30     |
| SC Ploiești             | 52:68   | Pfadi Winterthur           | 33:31    | 19:37     |

## Achtelfinals
Die Hin- und Rückspiele fanden zwischen dem 9. Februar 2008 und 17. Februar 2008 statt.
|                            | Gesamt |                     | Hinspiel | Rückspiel |
| -------------------------- | ------ | ------------------- | -------- | --------- |
| UCM Sport Reșița           | 74:62  | RK Moslavina Kutina | 40:26    | 34:36     |
| Schachtar Akademiya Donezk | 51:54  | Sporting Lissabon   | 26:33    | 25:21     |
| RK Čakovec                 | 61:66  | SPR Chrobry Glogów  | 34:32    | 27:34     |
| HC Granitas Kaunas         | 54:57  | HC Hard             | 27:27    | 27:30     |
| Fram Reykjavík             | 49:50  | CSU Poli Timișoara  | 24:26    | 25:24     |
| Arkatron Minsk             | 65:53  | KH Prishtina        | 29:16    | 36:37     |
| RK Sloga Doboj             | 68:53  | Burewestnik Luhansk | 36:25    | 32:28     |
| GAS Kilkis                 | 45:55  | Pfadi Winterthur    | 23:25    | 22:30     |

## Viertelfinals
Die Hinspiele fanden am 8. März 2008 statt und die Rückspiele am 15. März 2008.
|                   | Gesamt |                    | Hinspiel | Rückspiel |
| ----------------- | ------ | ------------------ | -------- | --------- |
| Arkatron Minsk    | 62:76  | UCM Sport Reșița   | 29:31    | 33:45     |
| HC Hard           | 56:55  | RK Sloga Doboj     | 32:24    | 24:31     |
| Sporting Lissabon | 54:43  | CSU Poli Timișoara | 32:22    | 22:21     |
| Pfadi Winterthur  | 59:53  | SPR Chrobry Glogów | 33:23    | 26:30     |

## Halbfinals
Die Hinspiele fanden am 4./5. April 2008 statt und die Rückspiele am 12./13. April 2008.
|                   | Gesamt |                  | Hinspiel | Rückspiel |
| ----------------- | ------ | ---------------- | -------- | --------- |
| HC Hard           | 66:63  | Pfadi Winterthur | 35:24    | 31:39     |
| Sporting Lissabon | 56:58  | UCM Sport Reșița | 31:26    | 25:32     |

## Finale
Das Hinspiel fand am 4. Mai 2008 in Hard statt und das Rückspiel am 11. Mai 2008 in Reșița. HC Hard gelang als zweites Team aus Österreich der Einzug in ein Europapokalfinale. Der Trainer der Vorarlberger, Gerald Gabl, war im EHF-Pokal 1993/94 als Spieler von HC Linz AG bei der ersten Finalteilnahme eines österreichischen Teams dabei. Nach einem knappen Hinspiel konnte UCM Sport Reșița mit einem klaren Sieg im Rückspiel seinen Titel verteidigen.
|         | Gesamt |                  | Hinspiel | Rückspiel |
| ------- | ------ | ---------------- | -------- | --------- |
| HC Hard | 47:54  | UCM Sport Reșița | 29:28    | 18:26     |